# محمود شاه الدراني
محمود شاه الدراني ملك أفغانستان ورابع حكام الدولة الدرانية وهو ابن تيمور شاه الدراني، حكم على فترتين من 1801م إلى 1803م ثم من 1809م إلى 1818م .
كان ابنه شهرزاد الدراني على خلاف دائم مع فتح خان البركزاي، حتى تم اغتيال البركزاي بتدبير من شهرزاد، فكان ذلك بداية لخلافات بين الاسرتين الدرانية والبركزاي . أدت في نهاية الأمر لسقوط الدولة الدرانية .